# 不適切指導
不適切な指導（ふてきせつなしどう）は、児童生徒に精神的苦痛を与える生徒指導のこと。「不適切指導」とも表記される。定義する法律はなく、条例等によって定められている。
仙台市では「いじめの防止等に関する条例」では、「児童生徒の人間性又は人格の尊厳を損ね、又は否定する言動を伴う指導」と定義されている。東京都では「教職員の服務に関するガイドライン」で禁止されている。。滋賀県守山市では、「体罰・不適切指導防止〜教職員による体罰・不適切な指導根絶のためのガイドライン」で、「教育上不適切な行為」として許されるものではない、としている。
「ハラスメント」と位置付けている自治体もある。鳥取県教育委員会は「児童・生徒に係るハラスメント防止等に関する指針」の中で、「パワーハラスメント」を定義。「教職員等による学校等での児童・生徒に対する指導や注意の適正な範囲を超えて人格や尊厳を侵害し、精神的・身体的苦痛を与える言動をいう。（ただし、体罰に該当するものは除く。）」としている。
「教職員によるいじめ」との見方もあるが、いじめ防止対策推進法では、いじめの行為者は「児童生徒」に限定されており、教職員は対象ではない
不適切指導を背景とした自殺は「指導死」と呼ばれている。

## 概要
学校教育法で禁止されている「体罰」と違って、具体的な行為が「生徒指導提要」で例示がされている。
2017年（平成29年）3月31日、「義務教育の段階における普通教育に相当する教育の機会の確保等に関する基本方針」では、「教職員による体罰や暴言等、不適切な言動や指導は許されず、こうしたことが不登校の原因となっている場合は、懲戒処分も含めた厳正な対応 が必要である」とされていた。
2022年（令和4年）12月6日、教職員向けの生徒指導の基本書「生徒指導提要」改訂版で、以下の7つが［不適切な指導と考えられ得る例］が取り上げられた。
- 大声で怒鳴る、ものを叩く・投げる等の威圧的、感情的な言動で指導する。
- 児童生徒の言い分を聞かず、事実確認が不十分なまま思い込みで指導する。
- 組織的な対応を全く考慮せず、独断で指導する。
- 殊更に児童生徒の面前で叱責するなど、児童生徒の尊厳やプライバシーを損なうような指導を行う。
- 児童生徒が著しく不安感や圧迫感を感じる場所で指導する。
- 他の児童生徒に連帯責任を負わせることで、本人に必要以上の負担感や罪悪感を与える指導を行う。
- 指導後に教室に一人にする、一人で帰らせる、保護者に連絡しないなど、適切なフォローを行わない。

この７つの例を取り上げた上で、
たとえ身体的な侵害や、肉体的苦痛を与える行為でなくても、いたずらに注意や過度な叱責を繰り返すことは、児童生徒のストレスや不安感を高め、自信や意欲を喪失させるなど、児童生徒を精神的に追い詰めることにつながりかねません。教職員にとっては日常的な声掛けや指導であっても、児童生徒や個々の状況によって受け止めが異なることから、特定の児童生徒のみならず、全体への過度な叱責等に対しても、児童生徒が圧力と感じる場合もあることを考慮しなければなりません。そのため、指導を行った後には、児童生徒を一人にせず、心身の状況を観察するなど、指導後のフォローを行うことが大切です。加えて、教職員による不適切な指導等が不登校や自殺のきっかけになる場合もあることから、体罰や不適切な言動等が、部活動を含めた学校生活全体において、いかなる児童生徒に対しても決して許されないことに留意する必要があります。
としている。
児童生徒が自殺した背景に不適切指導があった場合、日本スポーツ振興センターによる死亡見舞金の支給の対象になる。
児童生徒が自殺をした場合、文部科学省が定める「子供が自殺したときの背景調査の指針」（改訂版）では、全件で「基本調査」が行われる。その中で、少なくとも、「学校生活に関する要素」（「学業不審」「進路問題」「不登校又は不登校傾向」「原級留置」「教職員からの指導」「懲戒等の措置」「転校等」「友人の転校等」「教職員との関係での悩み」「いじめの問題」「異性問題」「暴力行為」「暴力行為以外の素行不良」「指導困難学級」など）が背景に疑われる場合は、「詳細調査」に移行する。体罰や不適切な指導などが調査対象となるケースなどでは，教職員以外の第三者による中立的な調査も必要となる。

## 懲戒
不適切な指導は、懲戒と混同されがちである。学校教育法では、「校長及び教員は、教育上必要があると認めるときは、文部科学大臣の定めるところにより、児童、生徒及び学生に懲戒を加えることができる。ただし、体罰を加えることはできない」とあり、体罰以外の方法で懲戒を与えることができる。つまり、校長及び教員は、児童生徒及び学生に対する懲戒権がある。
懲戒には、児童生徒への叱責、規律、居残り、宿題、清掃当番の割り当て、訓告など、児童生徒の教育を受ける地位や権利に変動をもたらす法的効果を伴わない「事実行為としての懲戒」と、退学や停学など「法的効果を伴う懲戒」がある。その手続きについての法令上の規定はない。そのため、学校は懲戒の基準をあらかじめ明確にしておく必要がある。懲戒行為が体罰に当たるかどうかは、その児童生徒の年齢、健康、心身の発達状況、その行為が行われた場所的・時間的環境、懲戒の態様等の諸条件を総合的かつ客観的に考え、個々の事案ごとに判断する必要がある。
懲戒は教育上必要があると認められる。基準や手順については法令上の定めはないが、児童生徒や保護者に周知し、理解と協力を得ることが求められている。そのため、「生徒指導提要」（2010年版）では、「個別の課題を抱える児童生徒への指導 」の中の「問題行動を起こした児童生徒への効果的な指導の進め方 」で、「問題行動の迅速な事実確認」を最初に掲げ、「適正な手続き」として手順の一例を示したフロー図を掲載し、生徒指導全般の問題として捉えた。
一方、「生徒指導提要」（改訂版、2022年版）では、「チーム学校による生徒指導体制」で生徒指導全般の問題として触れているものの、より詳しい手順の説明は「少年非行」の章で解説されている。フロー図は掲載されなかった。ただし、［不適切な指導と考えられ得る例］にもあるように、「児童生徒の言い分を聞かず、事実確認が不十分なまま思い込みで指導する」ことは、不適切とされる。

## 「指導が不適切な教諭等」との違い
「不適切な指導」は生徒指導場面のことだが、「指導が不適切な教諭等」は、教諭等の資質能力のことを指す。「指導が不適切な教員に対する人事管理システムのガイドライン」で定められたもので、「知識、技術、指導方法その他教員として求められる資質能力に課題があるため、日常的に児童等への指導を行わせることが適当ではない教諭等のうち、研修によって指導の改善が見込まれる者であって、直ちに後述する分限処分等の対象とはならない者」を指す。
たとえば、以下のような場合のことを指す。
| 1 | 教科に関する専門的知識、技術等が不足しているため、学習指導を適切に行うことができない場合（教える内容に誤りが多かったり、児童等の質問に正確に答え得ることができない等）               |
| 2 | 指導方法が不適切であるため、学習指導を適切に行うことができない場合（ほとんど授業内容を板書するだけで、児童等の質問を受け付けない等）                                                 |
| 3 | 児童等の心を理解する能力や意欲に欠け、学級経営や生徒指導を適切に行うことができない場合（児童等の意見を全く聞かず、対話もしないなど、児童等とのコミュニケーションをとろうとしない等） |

## 背景
2010年（平成10年）に「生徒指導提要」が作られたが、その後、児童生徒の不登校、自殺者が増加した。また、提要作成後、「いじめ防止対策推進法」や「義務教育の段階における普通教育に相当する教育の機会の確保等に関する法律」が施行される中で、生徒指導の概念・取組の方向性等を再整理することを目的に、改訂作業が進められた。その中で、指導死の遺族らでつくる「安全な生徒指導を考える会」が、生徒指導提要改訂の際、文部科学省に要望書を提出した。

## 歴史[22]
1949年（昭和24年）　文部省設置法制定。初等中等教育局の所掌事務として「生徒指導」が規定される。
1956年（昭和31年）　地方教育行政の組織及び運営に関する法律制定。教育委員会の職務として「生徒指導に関すること」が規定される。
1965年（昭和40年）　生徒指導資料第1集「生徒指導の手びき」を作成。
1981年（昭和56年）　生徒指導の手引（改訂版）を作成。
2010年（平成22年）　生徒指導提要を作成。
2022年（令和4年）  　生徒指導提要を改訂.

## 通知等
2017年（平成29年）10月20日、文部科学省は「池田町における自殺事案を踏まえた生徒指導上の留意事項について（通知）」で、「教職員による不適切な指導等が不登校のきっかけとなる場合もある」とされ、「教職員による体罰や暴言等、不適切な言動や指導は許されない」としている。
2023年（令和5年）3月29日、文部科学省は「令和３年度公立学校教職員の人事行政状況調査結果等に係る留意事項について（通知）」で、「不適切な指導については、令和４年 12 月に改訂された『生徒指導提要』において初めて盛り込まれたところであり、教員による不適切な指導等が児童生徒の不登校や自殺のきっかけになる場合もあることから、不適切な指導等が、学校生活全体において、いかなる児童生徒に対しても決して許されないことに留意すること。また、不適切な指導等について、体罰と同様に懲戒処分基準に規定している教育委員会もあり、未整備の教育委員会においてはこうした規定を参考にして懲戒処分基準に定めることが望ましいこと」と盛り込まれた。
2023年（令和5年）10月4日、文部科学省は「児童生徒の問題行動・不登校等生徒指導上の諸課題に関する調査」で、22年度調査から「自殺した児童生徒が置かれていた状況」に「教職員による体罰、不適切指導」の項目を追加した。

## 懲戒処分
「体罰・不適切な言動」による懲戒処分基準は、都道府県・政令指定都市によって違う。
不適切な指導等に係る懲戒処分等の状況（教育職員）（令和５年度）

## 関連する団体
【団体】
- 学校事故・事件を語る会
- NPO法人ジェントルハートプロジェクト
- 指導死親の会
- 一般社団法人ここから未来
- 安全な生徒指導を考える会